# جیمز انیس سوم
جیمز انیس سوم (انگلیسی: James Ennis III؛ زادهٔ ۱ ژوئیهٔ ۱۹۹۰) بازیکن بسکتبال اهل ایالات متحده آمریکا است. از باشگاه‌هایی که در آن بازی کرده‌است می‌توان به میامی هیت، ممفیس گریزلیز، فیلادلفیا سونتی‌سیکسرز، و نیو اورلینز پلیکانز اشاره کرد.